# Eriocaulon teusczii
Eriocaulon teusczii är en gräsväxtart som beskrevs av Adolf Engler och Wilhelm Willy Otto Eugen Ruhland. Eriocaulon teusczii ingår i släktet Eriocaulon och familjen Eriocaulaceae. Inga underarter finns listade i Catalogue of Life.